# رادیو هرات
رادیو هرات یکی از رادیوهای دیرینه محلی در افغانستان است که روی فرکانس ۱۰۵٫۲ موج اف ام در شهر هرات قابل دریافت است.
این رادیو زیر نظر اداره رادیو و تلویزیون هرات (دولتی) به پخش برنامه در دو نوبت از ساعت هفت صبح الی ده و از ساعت چهار عصر الی هفت شام می‌پردازد.
اخبار، برنامه‌های ذوقی و تفریحی و پخش نامه‌های شنونده گان در اولویت‌های کاری این رسانه قرار دارد.